# Joan Pedragosa i Domènech
Joan Pedragosa i Domènech (Badalona, 1930 - Barcelona, 2005) va ser un reconegut dissenyador gràfic, i també escultor. Va treballar per a diverses agències de publicitat i va ser membre d'Aliança Gràfica Internacional i un dels fundadors de Foment de les Arts i el Disseny.
Nascut a Badalona l'any 1930, Joan Pedragosa estudià dibuix lineal i estètica industrial amb el tecnòleg Pere Casajoana. Treballà com a dibuixant i dissenyador gràfic en diverses agències de publicitat, tant a Catalunya com a Suïssa, on és marcat pel formalisme geomètric pur, i on s'interessa pel constructivisme rus- ucraïnès-soviètic i el futurisme italià. L'any 1961 fundà, juntament amb altres dissenyadors, l'ADG L'Associació de Grafistes del FAD. L'any 1962 obre un estudi propi a Barcelona. Fou professor de plàstica publicitària a l'Escola Massana.
A partir de la creació de figures tridimensionals en cartolina, mòbils i altres petites peces escultòriques, es va anar endinsant en el món de l'escultura de gran format i en materials sòlids, a la qual va dedicar els darrers anys de la seva vida. Ja l'any 1982 s'entreveu el seu interès per la tridimensionalitat i la interacció entre volum i espai, amb la realització tridimensional del logotip Método 3, que encetarà el camí per a la realització de la seva vessant escultòrica, que amb els anys anirà experimentant tant en formats com materials. Destaquen les escultures El Astrólogo, Pasajero a Juneau i Anatomic Packs, així com les seves escultures de viatge o les escultures anomenades Geometria Opcional, de tendència constructivista. L'any 2006, tindrà lloc a la seva natal Badalona, l'exposició antològica, Espai Sense límits.
El fons personal de Joan Pedragosa, inclosos els originals de bona part dels seus dissenys, es conserven a la Biblioteca de Catalunya, que li dedicà una monografia amb text de Daniel Giralt-Miracle (2010).